# Oroville (Washington)
Oroville ist eine Kleinstadt im Okanogan County im US-Bundesstaat Washington. Das U.S. Census Bureau hat bei der Volkszählung 2020 eine Einwohnerzahl von 1795 ermittelt.
In der von Landwirtschaft – hauptsächlich dem Obstanbau – geprägten Ortschaft leben heute ca. 1600 Einwohner, Bedeutung besitzt der Grenzübergang am U.S. Highway 97 / BC Highway 97 nach Osoyoos.

## Geschichte
Die ersten nicht indigenen Siedler siedelten im Okanagan Valley seit Beginn der 1850er Jahre, als der Okanagan Trail als Handelsroute an Bedeutung verlor, da mit dem Oregon-Kompromiss die Grenze zwischen den Vereinigten Staaten von Amerika und der britischen Kolonie British Columbia am 49. Breitengrad – nur 4 Meilen (ca. 6,5 Kilometer) nördlich der heutigen Stadt – gezogen wurde.
Im Rahmen geologischer Erkundungen im letzten Jahrzehnt des 19. Jahrhunderts stieß man im Tal des Osoyoos Lake auf Gold, worauf die am US-amerikanischen Teil des Sees gelegene Siedlung 1892 den Namen Oro – spanisch für Gold – erhielt, da die Absicht bestand, Siedler und Prospektoren anzulocken. Der Boom war nur von kurzer Dauer – Goldfunde in Alaska und am Klondike River verhießen größere Ausbeute – trotz dessen erreichte die Stadt kurzzeitig eine Einwohnerzahl von mehr als 10.000. Da es im Bundesstaat Washington bereits eine Ortschaft mit dem Namen Oso gab und der U.S. Postal Service Probleme geltend machte, wurde der Ort 1909 in Oroville umbenannt.